# Predsjednički izbori u Hrvatskoj
Izbor za predsjednika Republike Hrvatske održavaju se, u pravilu, svakih pet godina, koliko traje jedan mandat predsjedniku Republike.
Dosad su se održali sedam puta od stjecanja neovisnosti:
- 1992. godine, kada je Franjo Tuđman pobijedio na prvim predsjedničkim izborima od neovisnosti, pobijedivši u prvom krugu Dražena Budišu, Savku Dabčević-Kučar, Dobroslava Paragu, Silvija Degena, Marka Veselicu, Ivana Cesara i Antuna Vujića s 56,73% osvojenih glasova
- 1997. godine, kada je Franjo Tuđman pobijedio na drugim predsjedničkim izborima od neovisnosti, pobijedivši u prvom krugu Zdravka Tomca i Vladimira Gotovca sa 61,41% osvojenih glasova te tako osigurao sebi drugi mandat.
- 2000. godine kada je Stjepan Mesić pobijedio na predsjedničkim izborima, koji su se održali nakon smrti njegova prethodnika. U drugom krugu pobijedio je Dražena Budišu.
- 2005. godine, kada je Stjepan Mesić pobijedio u drugom krugu Jadranku Kosor te osigurao sebi drugi mandat za predsjednika Republike.
- 2009. godine, kada je na izborima za trećeg hrvatskog predsjednika Ivo Josipović pobijedio u drugom krugu Milana Bandića.
- 2014. godine, kada je Kolinda Grabar-Kitarović na izborima za hrvatskog predsjednika u drugom krugu pobijedila Ivu Josipovića i postala četvrta osoba koja obnaša dužnost predsjednika Republike Hrvatske, a ujedno i prva predsjednica.
- 2020. godine, kada je Zoran Milanović na izborima za hrvatskog predsjednika u drugom krugu pobijedio Kolindu Grabar-Kitarović te od 19. veljače 2020. obnaša dužnost petog predsjednika Republike Hrvatske.

29. prosinca 2024. godine održali su se osmi Izbori za predsjednika Republike Hrvatske. Ako niti jedan kandidat ne dobije apsolutnu većinu, drugi krug izbora održat će se 12. siječnja 2025.

## Aktivno i pasivno biračko pravo
Predsjednika Republike Hrvatske biraju hrvatski državljani s navršenih 18 godina, na neposrednim izborima tajnim glasovanjem na vrijeme od 5 godina (aktivno biračko pravo - tko može birati predsjednika RH).
Za predsjednika Republike Hrvatske mogu biti birani hrvatski državljani s navršenih 18 godina (pasivno biračko pravo - tko može biti biran za predsjednika RH). Prema tome, Republika Hrvatska nema, kao što to imaju mnoge države, viši kriterij godina starosti koji mora ispunjavati kandidat za predsjednika države (npr. u SAD-u kandidat za predsjednika mora imati najmanje 35 godina), već je aktivno i pasivno biračko pravo u pogledu godina izjednačeno.

## Raspisivanje izbora
Izbore raspisuje Vlada Republike Hrvatske u roku koji omogućava da se oni obave najmanje 30 dana, a najviše 60 dana prije isteka mandata trenutnom predsjedniku Republike.
U slučaju smrti, ostavke ili kad Ustavni sud utvrdi prestanak mandata, izbore za predsjednika Republike raspisuje Vlada RH tako da se oni mogu obaviti u roku od 60 dana od dana kad je bivši predsjednik prestao obavljati dužnost.
Dan izbora za predsjednika Republike određuje se odlukom o raspisivanju izbora. Od dana raspisivanja pa do dana izbora predsjednika Republike Hrvatske mora proteći najmanje 30 dana.

## Kandidiranje
Kandidate za predsjednika Republike mogu predlagati:
- registrirane političke stranke,
- birači pojedinačno ili skupno.

Dvije ili više u Republici Hrvatskoj registriranih političkih stranaka mogu predložiti jednoga kandidata.
Kandidati za predsjednika Republike su svi koji su valjano predloženi od jedne ili više političkih stranaka, odnosno birača i podržani pravovaljano prikupljenim potpisima od najmanje 10.000 birača.
Prijedlozi kandidata za predsjednika Republike moraju prispjeti Državnom izbornom povjerenstvu (DIP) najkasnije u roku od 12 dana od dana raspisivanja izbora. Izborno povjerenstvo će u roku od 48 sati od isteka roka za predaju kandidature objaviti listu kandidata za predsjednika Republike u elektroničkim medijima.

## Izborna promidžba
Izborna promidžba službeno započinje nakon službene objave kandidata od strane DIP-a, i traje do 24 sata prije početka dana izbora.
Na dan izbora kao i 24 sata koji prethode zabranjena je svaka promidžba kao i svako objavljivanje prethodnih rezultata ili procjena rezultata izbora.
Kandidat za predsjednika Republike koji na izboru dobije najmanje 10% glasova, ima pravo na jednaku naknadu troškova izborne promidžbe. Visinu naknade određuje Vlada RH (na izborima 2005. ona je iznosila milijun kuna). Dakako, kandidati koji prođu u drugi krug stječu ponovno pravo naknade troškova (uz uvjet 10% glasova).
Izborna promidžba financira se iz vlastitih sredstava, te iz darova domaćih fizičkih i pravnih osoba. Za pokriće troškova izborne promidžbe ne smiju se primati darovi u novcu, drugim sredstvima te usluge od:
- stranih država, stranih političkih stranaka, stranih fizičkih i pravnih osoba,
- javnih poduzeća, pravnih osoba s javnim ovlastima i poduzeća u većinskom vlasništvu države te drugih pravnih osoba u kojima Republika Hrvatska, odnosno jedinica lokalne i područne (regionalne) samouprave imaju većinsko vlasništvo nad dionicama, odnosno udjelima, te javnih i drugih ustanova u vlasništvu Republike Hrvatske i jedinica lokalne i područne (regionalne) samouprave,
- udruga radnika i poslodavaca,
- udruga, zaklada i fundacija koje zastupaju ili predstavljaju državni dužnosnici ili dužnosnici lokalne i područne (regionalne) samouprave, pravnih osoba s javnim ovlastima, vjerskih zajednica, humanitarnih te drugih neprofitnih udruga i organizacija,
- proračuna jedinica lokalne i područne (regionalne) samouprave,
- trgovačkih društava u vlasništvu ili u suvlasništvu jedinica lokalne i područne (regionalne) samouprave,
- ustanova kojima je osnivač država ili jedinica lokalne i područne (regionalne) samouprave.

Kandidati su dužni u roku od 15 dana od dana održavanja izbora dostaviti Državnom izbornom povjerenstvu podatke o visini i izvoru utrošenih sredstava koja su koristili za izbornu promidžbu.

## Izbori
Predsjednik Republike, bez obzira da li na izborima sudjeluje jedan ili više kandidata, bira se većinom glasova svih birača koji su glasovali. Ako niti jedan kandidat ne dobije takvu većinu u prvom krugu, izbor se ponavlja nakon 14 dana (drugi krug).
U drugom krugu izabran je kandidat koji dobije najveći broj glasova birača koji su glasovali. Ako kandidati dobiju isti broj glasova, izbor se još jednom ponavlja.
Rezultate izbora za predsjednika Republike Hrvatske utvrđuje DIP na temelju rezultata glasovanja na svim biračkim mjestima.
Sredstva za pokriće troškova za provođenje izbora osiguravaju se u državnom proračunu Republike Hrvatske.

## Zaštita izbornog prava
Politička stranka, odnosno birači koji su predložili kandidata za predsjednika Republike Hrvatske kao i kandidati za predsjednika Republike Hrvatske mogu podnijeti prigovor zbog nepravilnosti u postupku kandidiranja DIP-u u roku od 48 sati od nastanka nepravilnosti. DIP dužno je donijeti rješenje o prigovoru u roku od 48 sati.
Protiv rješenja DIP-a podnositelji prigovora kao i kandidat za predsjednika Republike koji je nezadovoljan takvom odlukom imaju pravo žalbe Ustavnom sudu u daljnjem roku od 48 sati, a ovaj mora odlučiti o žabi u roku od 48 sati od primitka žalbe.

## Stupanje na dužnost
Izabrani predsjednik Republike Hrvatske stupa na dužnost posljednjeg dana mandata predsjednika kojem ističe mandat, odnosno na dan objave rezultata izbora ako se izbori održavaju zbog smrti, ostavke ili utvrđenja prestanka mandata prethodnika od strane Ustavnog suda.
Na dan stupanja na dužnost, predsjednik Republike polaže svečanu prisegu pred sucima Ustavnog suda, kojom se obvezuje na vjernost Ustavu.
Dosadašnja praksa je bila da se svečanost polaganja prisege održava na prostoru Trga sv. Marka u Zagrebu, pred sucima Ustavnog suda koji nose svečane toge te uz prisutnost državnog vrha (zastupnika u Hrvatskom saboru, premijera i članova Vlade RH, sudaca Vrhovnog suda te drugih dužnosnika), stranih gostiju, diplomatskog zbora akreditiranog u Hrvatskoj te građana. Prostor Markova trga izabran je zbog simbolike - s jedne strane je zgrada Hrvatskog sabora, s druge Vlade RH, sa sjeverne strane Trga je zgrada Ustavnog suda, a s južne zgrada Skupštine Grada Zagreba, predstavničkog tijela glavnog grada. U sredini trga nalazi se crkva Sv. Marka, ispred koje je onda obično smješten svečani podest.
Tekst prisege koju izgovara predsjednik Republike prilikom tzv. svečane inauguracije:
Prisežem svojom čašću da ću dužnost predsjednika Republike Hrvatske obavljati savjesno i odgovorno, na dobrobit hrvatskog naroda i svih hrvatskih državljana.
Kao hrvatski državni poglavar:
– držat ću se Ustava i zakona,
– brinuti se za poštovanje ustavnopravnog poretka Republike Hrvatske,
– bdjeti nad urednim i pravednim djelovanjem svih tijela državne vlasti,
– čuvati nezavisnost, opstojnost i jedinstvenost države Hrvatske.
Tako mi Bog pomogao.

## Poveznice
- Izbori u Republici Hrvatskoj

## Vanjske poveznice
- Zakon o izboru predsjednika Republike Hrvatske (Narodne novine broj 22/92., 42/92. - ispravak, 71/97.)
- Zakon o financiranju izborne promidžbe za izbor predsjednika Republike Hrvatske (Narodne novine broj 105/04.)
- Državno izborno povjerenstvo
- GONG - nevladina udruga
- Predsjednički izbori  Arhivirana inačica izvorne stranice od 25. rujna 2015. (Wayback Machine)
- Izbori Hrvatska  Arhivirana inačica izvorne stranice od 20. kolovoza 2018. (Wayback Machine)